# Точечная группа в трёхмерном пространстве
| · Симметрии-инволюции · Cs, (*) · [ ] =           | · Циклическая симметрия · Cnv, (*nn) · [n] =     | · Диэдральная симметрия · Dnh, (*n22) · [n,2] =   |
| Группы многогранников, [n,3], (*n32)              |                                                  |                                                   |
| · Тетраэдральная симметрия · Td, (*332) · [3,3] = | · Октаэдральная симметрия · Oh, (*432) · [4,3] = | · Икосаэдральная симметрия · Ih, (*532) · [5,3] = |

Точечная группа в трёхмерном пространстве — группа изометрий в трёхмерном пространстве, не перемещающая начало координат, или группа изометрий сферы. Группа является подгруппой ортогональной группы O(3), группы всех изометрий, оставляющих начало координат неподвижным, или, соответственно, группы ортогональных матриц. O(3) сама является подгруппой евклидовой группы E(3) движений 3-мерного пространства.
Группы симметрии объектов являются группами изометрии. Соответственно, анализ групп изометрии является анализом возможных симметрий. Все изометрии ограниченного трёхмерного объекта имеют одну или более фиксированных точек (не меняющих положение при симметрии). Мы выбираем начало координат в качестве одной из таких точек.
Группа симметрий объекта иногда называется полной группой симметрии как противопоставление его группе вращений или собственной группе симметрии, пересечению полной группы симметрии и группы вращений SO(3) трёхмерного пространства. Группа вращений объекта совпадает с его полной группой симметрии тогда и только тогда, когда объект хирален.
Точечные группы в трёхмерном пространстве интенсивно используются в химии, особенно при описании симметрий молекулы и молекулярных орбиталей, образующих ковалентные связи, и в этом контексте эти группы называются молекулярными точечными группами.
Конечные группы Коксетера являются специальным множеством точечных групп, образованных набором зеркальных плоскостей, пересекающихся в одной точке. Группа Коксетера ранга n имеет n зеркал и представляется диаграммой Коксетера — Дынкина. Нотация Коксетера предоставляет скобочную запись, эквивалентную диаграмме Коксетера с символами разметки для вращательных и других точечных подгрупп симметрий.

## Структура группы
SO(3) является подгруппой E+(3), которая состоит из прямых изометрий, т.е. изометрий, сохраняющих ориентацию. Она содержит изометрии этой группы, оставляющие начало координат без движения.
O(3) является прямым произведением SO(3) и группы, образованной центральной симметрией:
O(3) = SO(3) × { I , −I }
Таким образом, имеется 1-в-1 соответствие между всеми прямыми изометриями и непрямыми изометриями, получаемыми центральной симметрией. Имеется также 1-в-1 соответствие между всеми группами прямых изометрий H в O(3) и всеми группами K изометрий в O(3), содержащих центральную инверсию:
K = H × { I , −I }
H = K ∩ SO(3)
Например, если H является группой C2, то K равно C2h. Если же H является группой C3, то K равно S6. (Смотрите ниже определение этих групп.)
Если группа прямых изометрий H имеет подгруппу L с индексом 2, то, кроме группы, содержащей центральную симметрию, есть ещё соответствующая группа, содержащая непрямые изометрии, но не содержащие центральной симметрии:
M = L ∪ ( (H \ L) × { − I } ),
где изометрия ( A, I ) отождествляется с A. Примером может быть C4 для H и S4 для M.
Таким образом, M получается из H с помощью центральной симметрии изометрий из H \ L. Эта группа M является абстрактной группой, изоморфной H. Обратно, для всех групп изометрии, содержащих непрямые изометрии, но не содержащие центральной симметрии, мы можем получить группу вращений путём применения центральной симметрии к непрямым изометриям.
В двумерном пространстве циклическая группа вращений порядка k Ck
(вращений на угол 180°/ k) для любых положительных целых k является подгруппой O(2,R) и SO(2,R). Соответственно, в трёхмерном пространстве для любой оси циклическая группа вращений порядка k вокруг оси является нормальной подгруппой всех вращений вокруг оси. Поскольку любая подгруппа с индексом два нормальна, группа вращений (Cn) является нормальной как в группе, полученной добавлением зеркальных симметрий относительно плоскостей, содержащих оси (Cnv), так и в группе, полученной добавлением зеркальных симметрий относительно плоскостей, перпендикулярных осям (Cnh).

## Трёхмерные изометрии, оставляющие начало координат неподвижным
Изометрии пространства R3, оставляющие начало координат неподвижным и образующие группу O(3,R), можно распределить на группы следующим образом:
- SO(3,R):
  - тождественное движение
  - вращение вокруг оси, проходящей через начало координат, на угол, не равный 180°
  - вращение вокруг оси, проходящей через начало координат, на угол, равный 180°
- то же самое с центральной симметрией (x переводится в −x), т.е. соответственно:
  - центральная симметрия
  - вращение вокруг оси, проходящей через начало координат, на угол, не равный 180°, с последующим отражением относительно плоскости, перпендикулярной оси и проходящей через начало координат
  - отражение относительно плоскости, проходящей через начало координат

4-я и 5-я изометрии, в частности, а в более широком смысле и 6-я, называются несобственными вращениями.

## Сопряжённость
Если сравниваются симметрии двух объектов, то начало координат для каждого объекта выбирается отдельно, т.е. они не обязательно будут имеет один и тот же центр. Более того, считается, что объекты имеют тот же тип симметрии, если их группы симметрии являются сопряжёнными группами группы O(3) (две подгруппы H1 и H2 группы G сопряжены, если существует g ∈ G, такой, что H1 = g−1H2g ).
Например, два трёхмерных объекта имеют тот же тип симметрии, если
- оба имеют зеркальную симметрию, но относительно разных плоскостей
- оба имеют вращательную симметрию порядка 3, но относительно разных осей.

В случаем нескольких плоскостей симметрии и/или осей вращения две группы симметрии имеют тот же тип тогда, и только тогда, когда имеется вращение, отображающее полную структуру первой группы симметрии во вторую. (Фактически, может быть более чем одно вращение, но не бесконечное число). Определение сопряжения позволяет также зеркальное отражение структуры, но необходимости в этом нет, поскольку структура сама по себе ахиральна. Например, если группа симметрии содержит ось порядка 3, она содержит вращения в двух противоположных направлениях (структура хиральна для 11 пар кристаллографических групп с винтовой осью).

## Бесконечные группы изометрии
Существует множество бесконечных групп изометрии, например, "циклическая группа" (предполагается группа, образованная одним элементом – не путать с группой с кручением), образованная вращением на иррациональный угол вокруг оси. Мы можем создать нецикличные абелевы группы путём добавления дополнительных кручений вокруг той же оси. Существуют также неабелевы группы, образованные вращениями вокруг различных осей. Они обычно (в общем случае) являются свободными группами. Они будут бесконечными, если не выбрать вращение определённым образом.
Все упомянутые до этого момента бесконечные группы не являются замкнутыми как топологические подгруппы группы O(3).

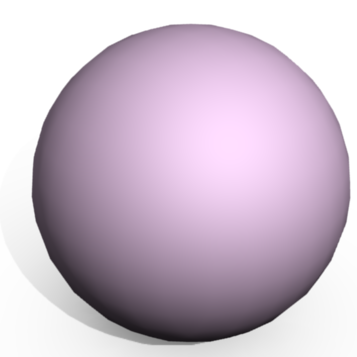
Непомеченная сфера имеет симметрию O(3).

Полная группа O(3) является группой сферической симметрии. SO(3) является соответствующей группой вращений. Другие бесконечные группы изометрии состоят из всех вращений вокруг оси, проходящей через начало координат, и из такого же вращения с дополнительной зеркальной симметрией относительно плоскостей, проходящих через эту ось и/или зеркальной симметрией относительно плоскости, проходящей через начало координат и перпендикулярной оси. Эти группы с зеркалами, проходящими через ось, с или без зеркала, проходящего через начало координат и перпендикулярного оси, являются группами симметрии для двух типов цилиндрической симметрии. Отметим, что любой физический объект, имеющий бесконечные вращательные симметрии, будет также иметь зеркальные симметрии относительно плоскостей, проходящих через ось.

## Конечные группы изометрии
Симметрии в 3-мерном пространстве, оставляющие на месте начало координат, полностью определяются симметриями на сфере с центром в начале координат. Для конечных трёхмерных точечных групп см. также Группы сферической симметрии.
С точностью до сопряжённости множество конечных трёхмерных точечных групп состоит из:
- 7 бесконечных серий с максимум одной осью порядка, большего 2. Это конечные группы симметрии на бесконечных цилиндрах, или, что эквивалентно, на конечных цилиндрах. Эти группы иногда называются призматическими точечными группами.
- 7 точечных групп с несколькими осями порядка 3 и более. Это конечные точечные группы с несколькими осями порядка 3, поскольку все 7 включают такие оси. Возможные комбинации осей:
  - 4 оси порядка 3
  - 4 оси порядка 3 и 3 порядка 4
  - 10 осей порядка 3 и 6 порядка 5

Набор точечных групп сходен с дискретной группой переноса — 27 из 7 бесконечных серий и 5 из 7 оставшихся, всего 32 так называемых кристаллических точечных групп. См. также Теорема о кристаллографических ограничениях.

## Семь бесконечных серий групп осевой симметрии
Бесконечные серии призматических групп имеют индекс n, который может быть любым натуральным числом. В каждой серии n-я группа симметрии содержит вращение порядка n вокруг оси, т.е. вращение на угол 360°/n. Случай n=1 соответствует отсутствию движения. Существует четыре серии без дополнительных осей вращательной симметрии (см. циклические симметрии) и три с дополнительными осями симметрии порядка 2 (см. диэдральная симметрия). Их можно понимать как точечные группы в плоскости, расширенные координатными осями и отражениями в них. Они связаны с группами бордюра  и могут рассматриваться как бордюрные группы, повторяющиеся n раз вокруг цилиндра.
В следующей таблице даны некоторые виды обозначений для точечных групп: символика Германа — Могена (используется в кристаллографии), символы Шёнфлиса (используется для описания молекулярной симметрии), орбифолдная нотация и нотация Коксетера. Последние три не только удобны для понимания свойств точечных групп, но также определяют порядок группы. Это унифицированные записи, применимые к группам обоев и группам бордюров. Для кристаллографических групп n ограничен значениями 1, 2, 3, 4 и 6. Если удалить кристаллографические ограничения, получим группы для любого натурального числа.
Серии:
| Германа — Могена | Германа — Могена | Шёнфлиса | Орби- фолдная | Коксетера                              | Коксетера                                 | Бордюр    | Структура (Порядок) | Пример | Комментарии                                                                    |                                  |
| Чётное n         | Нечётное n       | Шёнфлиса | Орби- фолдная | Коксетера                              | Коксетера                                 | (цилиндр) | Структура (Порядок) | Пример | Комментарии                                                                    |                                  |
| ---------------- | ---------------- | -------- | ------------- | -------------------------------------- | ----------------------------------------- | --------- | ------------------- | ------ | ------------------------------------------------------------------------------ | -------------------------------- |
| n                | n                | Cn       | nn            | [n]+                                   | node_h2 · n · node_h2                     | p1        | n                   | Zn (n) |                                                                                | вращательная симметрия порядка n |
| 2n               | n                | S2n      | n×            | [2n+,2+]                               | node_h2 · 2x · n · node_h4 · 2x · node_h2 | p11g      | Z2n (2n)            |        | Зеркально-поворотная симметрия порядка n. Не путать с симметрическими группами |                                  |
| n/m              | 2n               | Cnh      | n*            | [n+,2]                                 | node_h2 · n · node_h2 · 2 · node          | p11m      | Zn×Dih1 (2n)        |        |                                                                                |                                  |
| nmm              | nm               | Cnv      | *nn           | [n]                                    | node · n · node                           | p1m1      | Dihn (2n)           |        | Пирамидальная симметрия; в биологии — бирадиальная симметрия                   |                                  |
| n22              | n2               | Dn       | 22n           | [n,2]+                                 | node_h2 · n · node_h2 · 2x · node_h2      | p211      | 2n                  | Dihn   | Диэдральная симметрия                                                          |                                  |
| 2n2m             | nm               | Dnd, Dnv | [2n,2+]       | node · 2x · n · node_h2 · 2x · node_h2 | p2mg                                      | 4n        | Dih2n (2n)          |        | Антипризматическая симметрия                                                   |                                  |
| n/mmm            | 2n2m             | Dnh      | *22n          | [n,2]                                  | node · n · node · 2 · node                | p2mm      | Dihn×Dih1 (4n)      |        | Призматическая симметрия                                                       |                                  |

Для нечётных n мы имеем Z2n = Zn × Z2 и Dih2n = Dihn × Z2.
Понятие горизонтальная (h) и вертикальная (v), а также соответствующие (нижние) индексы, относятся к дополнительным зеркальным плоскостям, которые могут быть параллельны оси вращения (вертикальны) или перпендикулярны оси вращения (горизонтальны).
Простейшие нетривиальные группы имеют инволюционную симметрию (абстрактная группа Z2):
- Ci – центральная симметрия
- C2 – вращательная симметрия порядка 2
- Cs – зеркальная симметрия, также называемая билатеральной симметрией.

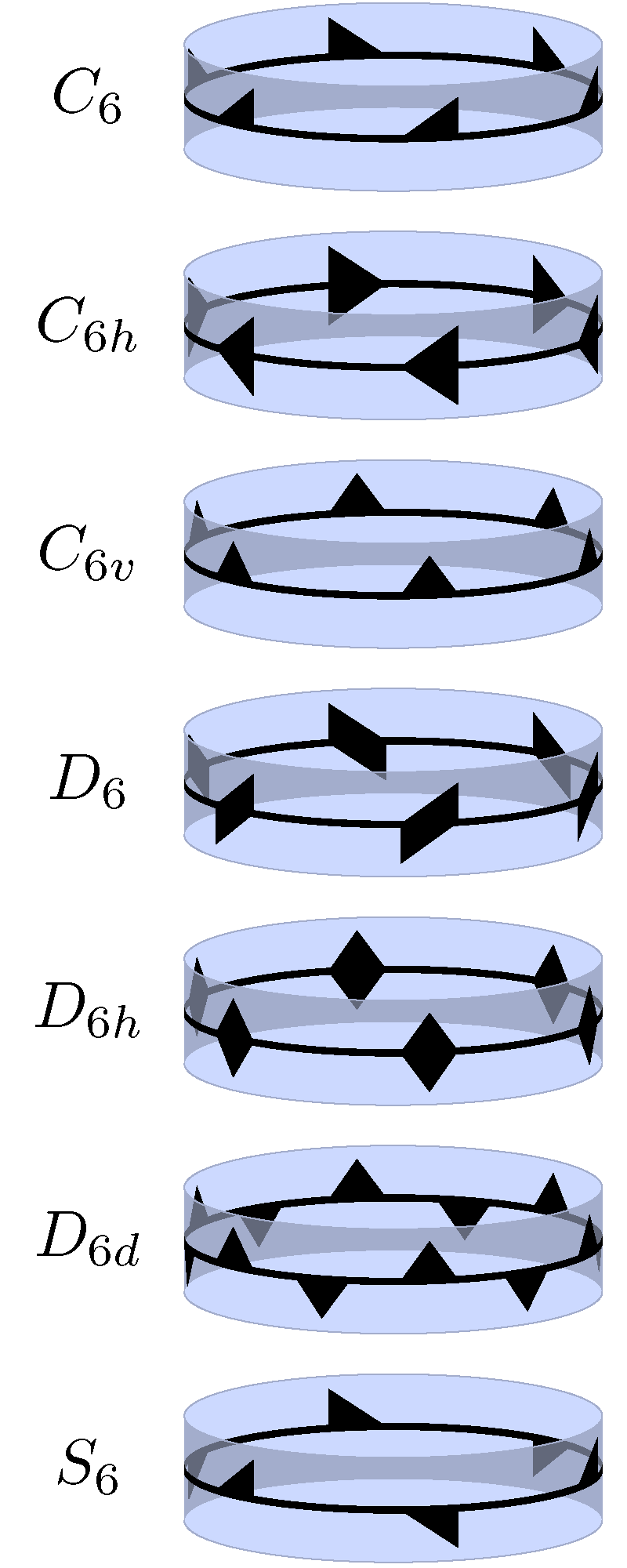
Узор на цилиндрической ленте иллюстрирует случай n = 6 для каждого из 7 бесконечных семейств точечных групп. Для каждого узора приведена группа симметрии.

Вторая из этих групп является первой из групп с одной осью (циклических групп) Cn порядка n (применимых также и в двумерном пространстве), которые порождаются одним вращением на угол 360°/n. В дополнение можно добавить зеркальную плоскость, перпендикулярную оси, что даёт группу Cnh порядка 2n, или множество n зеркал, содержащих ось, что даёт группу Cnv, также порядка 2n. Последняя является группой симметрии правильной пирамиды с n сторонами. Типичный объект с группой симметрии Cn или Dn — пропеллер.
Если добавлены и вертикальные плоскости отражения, и горизонтальные плоскости, их пересечения дают n осей вращения на 180°, так что группа больше не одноосная. Эта новая группа порядка 4n называется Dnh. Её подгруппы вращений — диэдрическая группа Dn порядка 2n, которая, всё же, имеет оси вращения порядка 2, перпендикулярные основной оси вращения, но не имеет плоскостей зеркального отражения. Заметим, что в 2D Dn включает отражения, которые можно видеть как перекидывание через плоские объекты без различения лицевой и обратной сторон, но в 3D две операции различаются — группа содержит «перекидывание через», но не отражения.
Имеется ещё одна группа в этом семействе, называемая Dnd (или Dnv), которая имеет вертикальные зеркальные плоскости, содержащие основную ось вращения, но вместо горизонтального зеркала она имеет изометрию, которая комбинирует отражение относительно горизонтальной плоскости и вращение на угол 180°/n. Dnh является группой симметрии правильной (n+2)-сторонней призмы и для правильной (2n)-сторонней бипирамды. Dnd является группой симметрии для правильной (n+2)-сторонней антирпризмы, а также для правильного (2n)-стороннего трапецоэдра. Dn является группой симметрии частично повёрнутой призмы.
Группы D2 и D2h замечательны тем, что в них нет специальных осей вращения. Имеется три перпендикулярные оси порядка 2 . D2 является подгруппой полиэдральных симметрий (см. ниже), а D2h является подгруппой полиэдральных симметрий Th и Oh. D2 можно обнаружить в гомотетрамерах, таких как конканавалин А, в тетраэдральных комплексных соединениях с четырьмя одинаковыми хиральными лигандами, или в молекулах, таких как тетракис (хлорфторметил)метан, если все хлорфторметиловые группы имеют одну и ту же хиральность. Элементы D2 находятся в 1-к-2 соответствии с вращениями, заданными обратимыми элементами кватернионов Липшица.
Группа Sn порождается комбинацией отражения в горизонтальной плоскости и вращения на угол 360°/n. Для нечётных n группа совпадает с группой, порождённой двумя отдельными Cnh порядка 2n, а потому обозначение Sn не является необходимым. Для чётных n, однако, они различны и имеют порядки n. Подобно Dnd группа содержит несколько несобственных вращений, но не содержит соответствующих вращений.
Все группы симметрии в 7 бесконечных сериях различны, за исключением следующих четырёх равных пар:
- C1h и C1v: группа порядка 2 с одним отражением (Cs )
- D1 и C2: группа порядка 2 с одним вращением на 180°
- D1h и C2v: группа порядка 4 с отражением относительно плоскости и вращением на 180° относительно прямой на этой плоскости
- D1d и C2h: группа порядка 4 с отражением относительно плоскости и вращением на 180° относительно прямой, перпендикулярной этой плоскости

S2 — это группа порядка 2 с единственной симметрией относительно точки (Ci )
Здесь "Равный" означает тот же самый с точностью до сопряжённости в пространстве. Это строже, чем «с точностью до алгебраического изоморфизма». Например, существует три различные группы порядка два в первом смысле, но только одна во втором. Подобным образом, например, группа S2n алгебраически изоморфна Z2n.
Группы можно построить следующим образом:
- Cn. Порождена элементом, который также называется Cn, соответствующим вращению на угол 2π/n вокруг оси. Элементами группы являются E (тождественный элемент), Cn, Cn2, ..., Cnn−1, соответствующие вращению на углы 0, 2π/n, 4π/n, ..., 2(n − 1)π/n.
- S2n. Группа порождена элементом C2nσh, где σh — отражение (в зеркале, перпендикулярном оси). Её элементами являются элементы Cn с добавленными элементами C2nσh, C2n3σh, ..., C2n2n−1σh.
- Cnh. Группа порождена элементом Cn и отражением σh. Её элементами являются элементы группы Cn с добавленными элементами σh, Cnσh, Cn2σh, ..., Cnn−1σh.
- Cnv. Группа порождена элементом Cn и отражением σv в зеркале, проходящем через ось. Её элементами являются элементы группы Cn с добавленными элементами σv, Cnσv, Cn2σv, ..., Cnn−1σv.
- Dn. Группа порождена элементом Cn и вращением на 180° U = σhσv вокруг прямой, лежащей в плоскости, перпендикулярной оси. Её элементами являются элементы группы Cn с добавленными элементами U, CnU, Cn2U, ..., Cnn − 1U.
- Dnd. Группа порождена элементами C2nσh и σv. Её элементами являются элементы группы Cn и элементами групп S2n и Cnv, вместе с элементами C2nσhσv, C2n3σhσv, ..., C2n2n − 1σhσv.
- Dnh. Группа порождена элементами Cn, σh и σv. Её элементами являются элементы группы Cn с добавлением элементов групп Cnh, Cnv и Dn.

Принимая n равным ∞, получим группу с непрерывными осевыми вращениями:
| Г–М      | Шёнфлис | Орбифолд | Коксетер | Коксетер                                 | Предел   | Абстрактная группа | Абстрактная группа |
| -------- | ------- | -------- | -------- | ---------------------------------------- | -------- | ------------------ | ------------------ |
| ∞        | C∞      | ∞∞       | [∞]+     | node_h2 · infin · node_h2                | Cn       | Z∞                 | SO(2)              |
| ∞, ∞/m   | C∞h     | ∞*       | [2,∞+]   | node · 2 · node_h2 · infin · node_h2     | Cnh, S2n | Dih1×Z∞            | Z2×SO(2)           |
| ∞m       | C∞v     | *∞∞      | [∞]      | node · infin · node                      | Cnv      | Dih∞               | O(2)               |
| ∞2       | D∞      | 22∞      | [2,∞]+   | node_h2 · 2x · node_h2 · infin · node_h2 | Dn       | Dih∞               | O(2)               |
| ∞m, ∞/mm | D∞h     | *22∞     | [2,∞]    | node · 2 · node · infin · node           | Dnh, Dnd | Dih1×Z∞            | Z2×O(2)            |

## Семь оставшихся точечных групп
Оставшиеся точечные группы имеют очень высокую или полиэдральную симметрию, поскольку они имеют более одной оси вращения порядка, большего 2. Здесь Cn обозначает ось вращения на 360°/n, а Sn обозначает ось несобственного вращения на тот же угол. В столбце обозначений указаны орбифолдная нотация (в круглых скобках), нотация Коксетера (диаграмма Коксетера), полная символика Германа — Могена и сокращенная форма, если она отлична. Список крупп:
| T, (332) · [3,3]+ () · 23 · порядок 12            | хиральная Тетраэдральная симметрия | Есть четыре C3 оси, каждая проходит через две вершины куба (по большой диагонали) или высоты правильного тетраэдра, и три оси C2 через центры граней куба или середины (противоположных) сторон тетраэдра. Эта группа изоморфна группе A4, знакопеременной группе на 4 элементах и является группой вращений правильного тетраэдра. Группа является нормальной подгруппой групп Td, Th и октаэдральных симметрий. Элементы группы соответствуют 1-к-2 вращениям, которые задаются 24 единицами кватернионов Гурвица ("Бинарная группа тетраэдра"). |
| Td, (*332) · [3,3] () · 43m · порядок 24          | полная тетраэдральная симметрия    | Эта группа имеет те же оси вращения, что и T, но с шестью зеркальными плоскостями, каждая содержит два ребра куба или одно ребро тетраэдра, одну ось C2 и две оси C3. Оси C2 становятся осями S4. Эта группа является группой симметрии правильного тетраэдра. Td изоморфна S4, симметрической группе 4 букв, поскольку имеется 1-в-1 соответствие между элементами Td и 24 перестановками четырёх осей порядка 3. Объект симметрии C3v относительно одной из осей порядка 3 получается действием Td на орбиту, состоящую из четырёх таких объектов, и Td соответствует множеству перестановок этих четырёх элементов. Td является нормальной подгруппой группы Oh. См. также изометрии правильного тетраэдра. |
| Th, (3*2) · [3+,4] () · 2/m3, m3 · порядок 24     | пиритоэдральная симметрия          | Эта группа имеет те же оси вращения, что и T с плоскостями зеркал, параллельными граням куба. Оси C3 становятся осями S6 и существует центральная симметрия. Группа Th изоморфна группе A4 × Z2 (поскольку T и Ci являются нормальными подгруппами), но не симметрической группе S4. Это группа симметрии куба, на каждой грани которого проведён отрезок, делящий куб на два равных прямоугольника, причём отрезки смежных граней не имеют общих точек (соединяют разные рёбра). Симметрии соответствуют чётным перестановкам больших диагоналей, комбинированные с центральной симметрией. Группа является также симметрией пиритоэдра, который похож на описанный выше куб, в котором каждый прямоугольник заменен на пятиугольник с одной осью симметрии, имеющий 4 равные стороны и одну сторону отличной длины (которая соответствует отрезку, делящему грань куба.). То есть грани куба выпячиваются по линии деления и становятся здесь у́же. Группа является подгруппой (но не нормальной подгруппой) группы полной икосаэдральной симметрии (как изометричная группа, но не просто как абстрактная группа), с 4 из 10 осей порядка 3. Группа является нормальной подгруппой группы Oh. |
| O, (432) · [4,3]+ () · 432 · порядок 24           | хиральная Октаэдральная симметрия  | Эта группа подобна группе T, но оси C2 становятся осями C4 и имеется 6 дополнительных осей C2, проходящих через середины рёбер куба. Эта группа изоморфна S4, поскольку её элементы 1-в-1 соответствуют 24 перестановкам осей порядка 3, как в T. Объект симметрии D3 относительно одной из осей порядка 3 получается действием O на орбиту, состоящую из четырёх таких объектов, и O соответствует множеству перестановок этих четырёх элементов. Группа является группой вращений куба и октаэдра. Если представить вращения кватернионами, O состоит из 24 единиц кватернионов Гурвица и 24 кватернионов Липшица с нормой, нормализованных делением на {\displaystyle {\sqrt {2}}}. Как и ранее, это 1-в-2 соответствие. |
| Oh, (*432) · [4,3] () · 4/m32/m, m3m · порядок 48 | полная октаэдральная симметрия     | Эта группа имеет те же оси вращения, что и O, но с зеркальными плоскостями, включающими плоскости симметрии Td и Th. Группа изоморфна S4 × Z2 (поскольку и O, и Ci являются нормальными подгруппами), и является группой симметрии куба и октаэдра. См. также изометрии куба |
| I, (532) · [5,3]+ () · 532 · порядок 60           | хиральная Икосаэдральная симметрия | Группа вращений икосаэдра и додекаэдра. Группа является нормальной подгруппой с индексом 2 полной группы симметрий Ih. Группа содержит 10 версий группы D3 и 6 версий группы D5 (вращательные симметрии, как у призм и антипризм). Группа содержит также пять версий Th (см. Соединение пяти тетраэдров). Группа I изоморфна группе A5, знакопеременной группе на 5 буквах, поскольку её элементы соответствуют 1-в-1 чётным перестановкам пяти Th симметрий (или пяти тетраэдров, упомянутых выше). |
| Ih, (*532) · [5,3] () · 532/m, 53m · порядок 120  | полная икосаэдральная симметрия    | Группа симметрии икосаэдра и додекаэдра. Группа Ih изоморфна A5 × Z2, поскольку I и Ci являются нормальными подгруппами. Группа содержит 10 версий D3d, 6 версий D5d (симметрии, как у антипризм), и 5 версий Th. |

Непрерывными группами, связанными с этой группой, являются:
- K или SO(3), все возможные вращения.
- Kh или O(3), все возможные вращения и отражения.

Как замечено выше для непрерывных групп вращений, любой физический объект, имеющий симметрию K, будет иметь и симметрию Kh.

## Связь между орбифолдной нотацией и порядком
Порядок любой группы равен 2, делённое на орбифолдную эйлерову характеристику. Последняя равна 2 минус сумма значений, которые вычисляются по следующим правилам:
- n без или перед * считается как (n−1)/n
- n после * считается как (n−1)/(2n)
- * и × считается как 1

Это можно применить также для групп обоев и групп бордюров — для них сумма равна 2, что даёт бесконечный порядок. См. орбифолдная эйлерова характеристика.

## Группы отражений Коксетера
| A3, [3,3]    | BC3, [4,3]      | H3, [5,3]       |  |
| ------------ | --------------- | --------------- |  |
| 6 зеркал     | 3+6 зеркал      | 15 зеркал       |  |
| A1×A1, [1,2] | A1×A1×A1, [2,2] | I2(3)×A1, [2,3] |  |
| 2 зеркала    | 3 зеркала       | 4 зеркала       |  |
| A1, [1]      | A1×A1, [2]      | I2(3), [3]      |  |
| 1 зеркало    | 2 зеркала       | 3 зеркала       |  |

Точечные группы отражений в трёхмерном пространстве, которые называются также группами Коксетера и могут быть заданы диаграммами Коксетера — Дынкина, представляют набор зеркал, пересекающихся в одной центральной точке, и ограничивающих доменную область в виде сферического треугольника на поверхности сферы. Группы Коксетера с менее чем 3 образующими имеют вырожденные сферические треугольные домены, такие как луночка или полусфера. В нотации Коксетера такими группами являются тетраэдральная симметрия [3,3], октаэдральная симметрия [4,3], икосаэдральная симметрия [5,3] и диэдральная симметрия [p,2]. Число зеркал в неприводимой группе равно nh/2, где h — число Кокстера группы, n — размерность (3) .
| Группа Вейля         | Нотация Коксетера          | Нотация Коксетера    | Порядок              | Число Кокстера (h)   | Зеркала (m)          |
| Группы многогранника | Группы многогранника       | Группы многогранника | Группы многогранника | Группы многогранника | Группы многогранника |
| -------------------- | -------------------------- | -------------------- | -------------------- | -------------------- | -------------------- |
| A3                   | node · 3 · node · 3 · node | [3,3]                | 24                   | 4                    | 6                    |
| B3                   | node · 4 · node · 3 · node | [4,3]                | 48                   | 6                    | 3+6                  |
| H3                   | node · 5 · node · 3 · node | [5,3]                | 120                  | 10                   | 15                   |
| Диэдральная группа   |                            |                      |                      |                      |                      |
| 2A1                  | node · 2 · node            | [1,2]                | 4                    |                      | 1+1                  |
| 3A1                  | node · 2 · node · 2 · node | [2,2]                | 8                    |                      | 2+1                  |
| I2(p)A1              | node · p · node · 2 · node | [p,2]                | 4p                   |                      | p+1                  |
| Циклические группы   |                            |                      |                      |                      |                      |
| 2A1                  | node · 2 · node            | [2]                  | 4                    |                      | 2                    |
| I2(p)                | node · p · node            | [p]                  | 2p                   |                      | p                    |
| Single mirror        |                            |                      |                      |                      |                      |
| A1                   | node                       | [ ]                  | 2                    |                      | 1                    |

## Группы вращений
Группами вращений, т.е. конечными подгруппами SO(3), являются: циклические группы Cn (группы вращений канонических пирамид), диэдральные группы Dn (группы вращений однородных призм или канонических бипирамид) и группы вращений T, O и I правильного тетраэдра, октаэдра/куба и икосаэдра/додекаэдра.
В частности, диэдральные группы D3, D4 и т.д. являются группами вращений плоских правильных многоугольников, вложенных в трёхмерное пространство, и такие фигуры можно считать вырожденными правильными призмами. Поэтому они называются диэдрами (по-гречески: тело с двумя гранями), что и объясняет название диэдральная группа.
- Объект с группой симметрии Cn, Cnh, Cnv или S2n имеет группу вращений Cn.
- Объект с группой симметрии Dn, Dnh или Dnd имеет группу вращений Dn.
- Объект с одной из семи других групп симметрии имеет группу вращений, соответствующую группе без индекса — T, O или I.

Группа вращений объекта равна его полной группе симметрии тогда и только тогда, когда объект хирален.
Список подгрупп вращения по их обозначениям Шёнфлиса, нотации Коксетера, (орбифолдной нотации):
| Отражение          | Отражение/вращение  | Несобственное вращение | Вращение          |
| ------------------ | ------------------- | ---------------------- | ----------------- |
| Cnv, [n], (*nn)    | Cnh, [n+,2], (n*)   | S2n, [2n+,2+], (n×)    | Cn, [n]+, (nn)    |
| Dnh, [2,n], (*n22) | Dnd, [2+,2n], (2*n) |                        | Dn, [2,n]+, (n22) |
| Td, [3,3], (*332)  |                     |                        | T, [3,3]+, (332)  |
| Oh, [4,3], (*432)  | Th, [3+,4], (3*2)   |                        | O, [4,3]+, (432)  |
| Ih, [5,3], (*532)  |                     |                        | I, [5,3]+, (532)  |

## Соответствие групп вращений и других групп
Следующие группы содержат центральную симметрию:
- Cnh и Dnh для чётных n
- S2n и Dnd для нечётных n (S2 = Ci является группой, порождённой центральной симметрией; D1d = C2h)
- Th, Oh и Ih

Как объяснено выше, имеется 1-в-1 соответствие между этими группами и всеми группами вращений:
- Cnh для чётных n и S2n для нечётных n соответствуют Cn
- Dnh для чётных n и Dnd для нечётных n соответствуют Dn
- Th, Oh, и Ih соответствуют T, O и I, соответственно.

Другие группы содержат косвенные изометрии, но не центральную симметрию:
- Cnv
- Cnh и Dnh для нечётных n
- S2n и Dnd для чётных n
- Td

Все они соответствуют группе вращений H и подгруппе L с индексом 2 в том смысле, что они получаются из H путём обращения изометрий в H \ L, как объяснено выше:
- Cn является подгруппой Dn с индексом 2, что даёт Cnv
- Cn является подгруппой C2n с индексом 2, что даёт Cnh для нечётных n и S2n для чётных
- Dn является подгруппой D2n с индексом 2, что даёт Dnh для нечётных n и Dnd для чётных
- T является подгруппой of O с индексом 2, что даёт Td

## Максимальные симметрии
Существуют две дискретные точечные группы со свойством, что никакая дискретная точечная подгруппа не имеет их в качестве собственной подгруппы — Oh и Ih. Их наибольшая общая подгруппа — Th. Две группы получаются из неё путём замены вращательной симметрии порядка 2 на симметрию порядка 4 и добавлением симметрии порядка 5 соответственно. Также можно получить две группы путём добавления зеркальных плоскостей в Th.
Существует две кристаллографические точечные группы со свойством, что никакая кристаллографическая точечная группа не содержит их в качестве собственной подгруппы — Oh и D6h. Их максимальные общие подгруппы, в зависимости от ориентации, — D3d и D2h.

## Упорядочение групп по абстрактному типу группы
Далее описанные выше группы расположены по абстрактному типу группы.
Наименьшие абстрактные группы, не являющиеся группами симметрии в трёхмерном пространстве — группа кватернионов (порядка 8), Z3 × Z3 (порядка 9), дициклическая группа Dic3 (порядка 12) и 10 из 14 групп порядка 16.
Столбец "Число элементов порядка 2" в последующей таблице показывает общее число подгрупп изометрии типа C2, Ci, Cs. Это общее число является одной из характеристик, позволяющих различить абстрактные типы групп, в то время как их тип изометрии помогает различить группы изометрий той же самой абстрактной группы.
Среди возможных изометрий групп а трёхмерном пространстве существует бесконечно много абстрактных типов групп с 0, 1 и 3 элементами порядка 2, существует две группы с 2n + 1 элементами порядка 2 и существует три группы с 2n + 3 элементами порядка 2 (для любого n ≥ 2 ). Не существует положительного чётного числа элементов порядка 2.

### Группы симметрий в трёхмерном пространстве, являющиеся циклическими как абстрактные группы
Группа симметрии вращения порядка n — это Cn. Её тип абстрактной группы — циклическая группа Zn, которая обозначается также как Cn. Однако существует ещё два бесконечных ряда групп симметрии с типами абстрактных групп:
- Для чётного 2n существует группа S2n[англ.] (в обозначении Шёнфлиса), порождённая вращением на угол 180°/n вокруг оси, скомбинированным с отражением в плоскости, перпендикулярной оси. Для S2 используется обозначение Ci, эта группа порождена центральной симметрией.
- Для любого порядка 2n, где n нечётно, мы имеем Cnh. Группа имеет ось вращения порядка n и перпендикулярную зеркальную плоскость. Группа порождается вращением на угол 360°/n вокруг оси в комбинации с отражением. Для C1h используется обозначение Cs, эта группа порождается отражением в плоскости.

Таким образом, выделяя жирным шрифтом 10 кристаллографических точечных групп, для которых применима кристаллографические ограничения, мы имеем:
| Порядок | Группы изометрии | Абстрактная группа | Число элементов порядка 2 | Граф циклов |
| ------- | ---------------- | ------------------ | ------------------------- | ----------- |
| 1       | C1               | Z1                 | 0                         |             |
| 2       | C2, Ci, Cs       | Z2                 | 1                         |             |
| 3       | C3               | Z3                 | 0                         |             |
| 4       | C4, S4           | Z4                 | 1                         |             |
| 5       | C5               | Z5                 | 0                         |             |
| 6       | C6, S6, C3h      | Z6 = Z3 × Z2       | 1                         |             |
| 7       | C7               | Z7                 | 0                         |             |
| 8       | C8, S8           | Z8                 | 1                         |             |
| 9       | C9               | Z9                 | 0                         |             |
| 10      | C10, S10, C5h    | Z10 = Z5 × Z2      | 1                         |             |

и т.д.

### Группы симметрии в трёхмерном пространстве, диэдральные в качестве абстрактных групп
В двухмерном пространстве диэдрическая группа Dn включает отражения, которые можно рассматривать как переворачивание объекта без различения лицевой и обратной стороны.
Однако в трёхмерном пространстве две операции различны — группа симметрии с обозначением Dn содержит n осей порядка 2, перпендикулярных к осям порядка n, а не отражения. Dn является группой вращений n-сторонней призмы с правильным основанием, n-сторонней бипирамиды с правильным основанием, а также правильной n-сторонней антипризмы и правильного n-стороннего трапецоэдра. Группа является также полной группой симметрии таких объектов, если сделать их хиральными путём разметки граней или некоторой модификации фигуры.
Абстрактная группа является диэдрической группой Dihn, которая обозначается также символом Dn. Однако существует ещё три группы симметрии с той же абстрактной группой:
- Cnv порядка 2n, группа симметрии правильной n-сторонней пирамиды
- Dnd порядка 4n, группа симметрии правильной n- сторонней антипризмы
- Dnh порядка 4n для нечётных n. Для n = 1 мы получаем D2, уже приведённую выше, так что n ≥ 3.

Заметьте следующее свойство:
Dih4n+2 {\displaystyle \cong } Dih2n+1 × Z2
Таким образом, выделяя 12 кристаллографических групп жирным шрифтом и записывая D1d как эквивалент C2h, мы имеем:
| Порядок | Группы изометрии    | Абстрактная группа | Число элементов порядка 2 | Граф циклов |
| ------- | ------------------- | ------------------ | ------------------------- | ----------- |
| 4       | D2, C2v, C2h        | Dih2 = Z2 × Z2     | 3                         |             |
| 6       | D3, C3v             | Dih3               | 3                         |             |
| 8       | D4, C4v, D2d        | Dih4               | 5                         |             |
| 10      | D5, C5v             | Dih5               | 5                         |             |
| 12      | D6, C6v, D3d, D3h   | Dih6 = Dih3 × Z2   | 7                         |             |
| 14      | D7, C7v             | Dih7               | 7                         |             |
| 16      | D8, C8v, D4d        | Dih8               | 9                         |             |
| 18      | D9, C9v             | Dih9               | 9                         |             |
| 20      | D10, C10v, D5h, D5d | Dih10 = D5 × Z2    | 11                        |             |

и т.д.

### Другое
C2n,h порядка 4n является абстрактной группой типа Z2n × Z2. Для n = 1 мы получаем Dih2, группу, уже описанную выше, так что n ≥ 2.
Таким образом, выделяя 2 циклические кристаллографические точечные группы жирным шрифтом, мы имеем:
| Порядок | Группы изометрии | Абстрактная группа             | Число элементов порядка 2 | Граф циклов |
| ------- | ---------------- | ------------------------------ | ------------------------- | ----------- |
| 8       | C4h              | Z4 × Z2                        | 3                         |             |
| 12      | C6h              | Z6 × Z2 = Z3 × Z2 = Z3 × Dih2  | 3                         |             |
| 16      | C8h              | Z8 × Z2                        | 3                         |             |
| 20      | C10h             | Z10 × Z2 = Z5 × Z2 = Z5 × Dih2 | 3                         |             |

и т.д.
Dnh порядка 4n является абстрактной группой типа Dihn × Z2. Для нечётных n группа уже описана выше, так что мы здесь имеем D2nh порядка 8n, которая является абстрактной группой типа Dih2n × Z2 (n≥1).
Таким образом, выделяя 3 диэдральные кристаллографические точечные группы жирным шрифтом, мы имеем:
| Порядок | Группы изометрии | Абстрактная группа    | Число элементов порядка 2 | Граф циклов |
| ------- | ---------------- | --------------------- | ------------------------- | ----------- |
| 8       | D2h              | Dih2 × Z2             | 7                         |             |
| 16      | D4h              | Dih4 × Z2             | 11                        |             |
| 24      | D6h              | Dih6 × Z2 = Dih3 × Z2 | 15                        |             |
| 32      | D8h              | Dih8 × Z2             | 19                        |             |

и т.д.
Осташиеся семь групп, где 5 кристаллографических точечных групп выделены жирным шрифтом:
| Порядок | Группы изометрии | Абстрактная группа | Число элементов порядка 2 | Граф циклов |
| ------- | ---------------- | ------------------ | ------------------------- | ----------- |
| 12      | T                | A4                 | 3                         |             |
| 24      | Td, O            | S4                 | 6                         |             |
| 24      | Th               | A4 × Z2            | 6                         |             |
| 48      | Oh               | S4 × Z2            | 6                         |             |
| 60      | I                | A5                 |                           |             |
| 120     | Ih               | A5 × Z2            |                           |             |

## Невозможные дискретные симметрии
Поскольку обзор является исчерпывающим, он показывает неявно, какие случаи невозможны в качестве дискретных групп симметрий. Например:
- Ось C6 в одном направлении и C3 в другом
- Ось C5 в одном направлении и C4 в другом
- Ось C3 в одном направлении и другая ось C3 в перпендикулярном направлении

И т.д..

## Бинарные полиэдральные группы
Отображение Spin(3) → SO(3) является двойным покрытием группы вращений спинорной группой в трёхмерном пространстве. (Это единственное связное покрытие SO(3), поскольку Spin(3) односвязна.)
По теореме о соответствии существует соответствие Галуа между подгруппами Spin(3) и подгруппами SO(3) (точечными группами вращения) — образ подгруппы группы Spin(3) является точечной группой вращений, а прообраз точечной группы является подгруппой группы Spin(3).
Прообраз конечной точечной группы называется бинарной полиэдральной группой, обозначается как <l,n,m>, и называется тем же именем, что и точечная группа, но с добавлением бинарная, при этом порядок группы удваивается по отношению к связанной группе многогранника (l,m,n). Например, прообразом икосаэдральной группы (2,3,5) является бинарная икосаэдральная группа, <2,3,5>.
Бинарные полиэдральные группы:
- {\displaystyle A_{n}}: Бинарная циклическая группа (n + 1)-угольника, порядок 2n
- {\displaystyle D_{n}}: Бинарная диэдральная группа n-угольника, <2,2,n>, порядок 4n
- {\displaystyle E_{6}}: Бинарная тетраэдраэдральная группа, <2,3,3>, порядок 24
- {\displaystyle E_{7}}: Бинарная октаэдральная  группа[англ.], <2,3,4>, порядок 48
- {\displaystyle E_{8}}: Бинарная икосаэдральная группа, <2,3,5>, порядок 120

Группы систематизированы согласно классификации ADE и факторгруппой C2 по действию бинарной полиэдральной группы имеет сингулярность Ду Вала .
Для точечных групп, обращающих ориентацию, ситуация сложнее, так как существует две Pin-группы, так что имеется две возможные бинарные группы, соответствующие данной точечной группе.
Заметим, что это покрытие является покрытием групп, не покрытием пространств.